# Soldatske, Sakî
Soldatske (în ucraineană Солдатське) este un sat în comuna Dobrușîne din raionul Sakî, Republica Autonomă Crimeea, Ucraina.

## Demografie
Componența lingvistică a localității Soldatske
     Rusă (62,23%)
     Tătară crimeeană (28,19%)
     Ucraineană (9,57%)
Conform recensământului din 2001, majoritatea populației localității Soldatske era vorbitoare de rusă (62,23%), existând în minoritate și vorbitori de tătară crimeeană (28,19%) și ucraineană (9,57%).